# Krychle
Krychle (pravidelný šestistěn nebo také hexaedr) lidově zvaná též kostka, je trojrozměrné těleso, jehož stěny tvoří 6 stejných čtverců. Má 8 vrcholů a 12 hran. Patří mezi mnohostěny, speciálně mezi takzvaná platónská tělesa.

## Vlastnosti

### Výpočty
Objem {\displaystyle V\,\!} a povrch {\displaystyle S\,\!} krychle lze vypočítat z délky její hrany {\displaystyle a\,\!} jako:
- {\displaystyle V=a^{3}\,\!}
- {\displaystyle S=6\cdot a^{2}\,\!}

Délka stěnové úhlopříčky je vlastně délkou úhlopříčky čtverce ve vztahu ke straně:
- {\displaystyle u_{s}=a\cdot {\sqrt {2}}\,\!}

Délku úhlopříčky krychle (tj. vzdálenost dvou vrcholů, které neleží ve stejné stěně) lze vypočítat z Pythagorovy věty:
- {\displaystyle u=a\cdot {\sqrt {3}}\,\!}

Krychle má šest shodných stěn čtvercového tvaru, osm vrcholů a dvanáct hran stejné délky.

### Souměrnost
Krychle je středově souměrná podle svého středu (tj. průsečíku tělesových úhlopříček).
Krychle je osově souměrná podle 13 os:
- tří spojnic středů protilehlých stěn
- šesti spojnic středů protilehlých hran
- čtyř tělesových úhlopříček

Krychle je rovinově souměrná podle devíti rovin:
- tří rovin rovnoběžných se stěnami a procházejících středem krychle
- šesti rovin určených dvojicí protilehlých hran

### Další vlastnosti
Krychle je speciálním případem kvádru - patří tedy mezi mnohostěny. Díky shodnosti všech svých stěn i hran patří mezi takzvaná platónská tělesa. Každé dvě stěny krychle jsou rovnoběžné nebo kolmé.

### Vztah k teorii čísel
Zajímavý na objemu krychle je jeho vztah k teorii celých čísel. Konkrétně jde o následující problém:
Existuje krychle s celočíselnou délkou hrany taková, že má objem rovný součtu objemů dvou menších krychliček rovněž s celočíselnými délkami hran?
Tento problém je zvláštním případem obecnější Velké Fermatovy věty. Nemožnost existence takové krychle dokázal již Euler.
| d=2  | trojúhelník | čtverec                     | šestiúhelník                              | pětiúhelník               |
| d=3  | jehlan      | krychle, oktaedr            | krychloktaedr, kosočtverečný dvanáctistěn | dvanáctistěn, dvacetistěn |
| d=4  | 5nadstěn    | teserakt, 16nadstěn         | 24nadstěn                                 | 120nadstěn,600nadstěn     |
| d=5  | 5simplex    | penterakt, 5ortoplex        |                                           |                           |
| d=6  | 6simplex    | hexerakt, 6ortoplex         |                                           |                           |
| d=7  | 7simplex    | hepterakt, 7ortoplex        |                                           |                           |
| d=8  | 8simplex    | okterakt, 8ortoplex         |                                           |                           |
| d=9  | 9simplex    | ennerakt, 9ortoplex         |                                           |                           |
| d=10 | 10simplex   | dekerakt, 10ortoplex        |                                           |                           |
| d=11 | 11simplex   | hendekerakt, 11ortoplex     |                                           |                           |
| d=12 | 12simplex   | dodekerakt, 12ortoplex      |                                           |                           |
| d=13 | 13simplex   | triskaidekerakt, 13ortoplex |                                           |                           |
| d=14 | 14simplex   | tetradekerakt, 14ortoplex   |                                           |                           |
| d=15 | 15simplex   | pentadekerakt, 15ortoplex   |                                           |                           |
| d=16 | 16simplex   | hexadekerakt, 16ortoplex    |                                           |                           |
| d=17 | 17simplex   | heptadekerakt, 17ortoplex   |                                           |                           |
| d=18 | 18simplex   | oktadekerakt, 18ortoplex    |                                           |                           |
| d=19 | 19simplex   | ennedekerakt, 19ortoplex    |                                           |                           |
| d=20 | 20simplex   | ikosarakt, 20ortoplex       |                                           |                           |